# Коронна Рада Ефіопії
Коронна Рада Ефіопії — була конституційним органом влади в Ефіопській Імперії.

## Історія
Коронна рада була створена в кінці 1930 — початку 1940 років ХХ сторіччя.
Але 1974 року в Ефіопській імперії почався комуністичний бунт і влада перейшла до комуністичної хунти «Дерг», яка ув'язнила Імператора і знищила Коронну раду.

## Президенти Ради

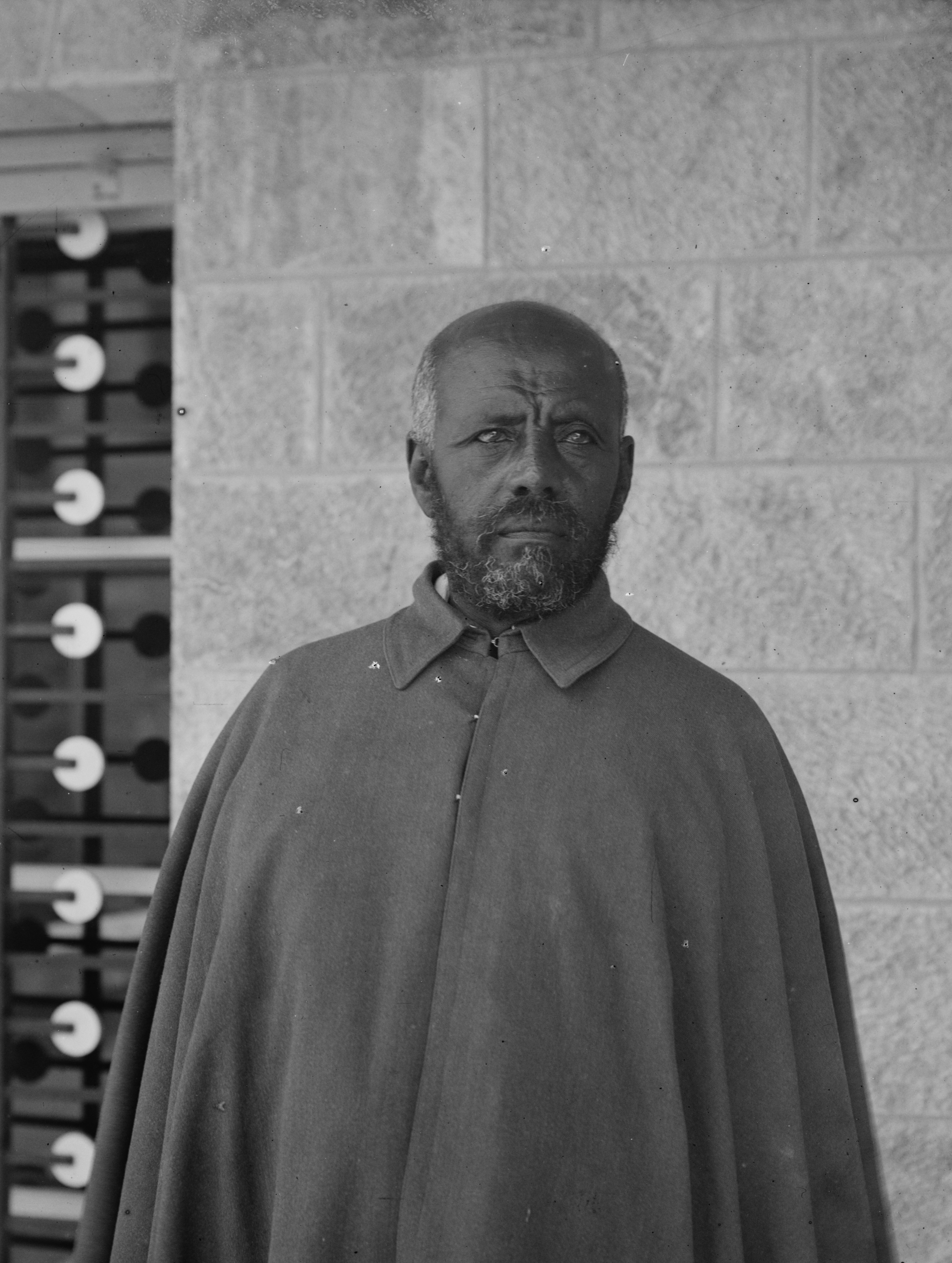
Принц Каса Хайле Дарге (1941-1956).
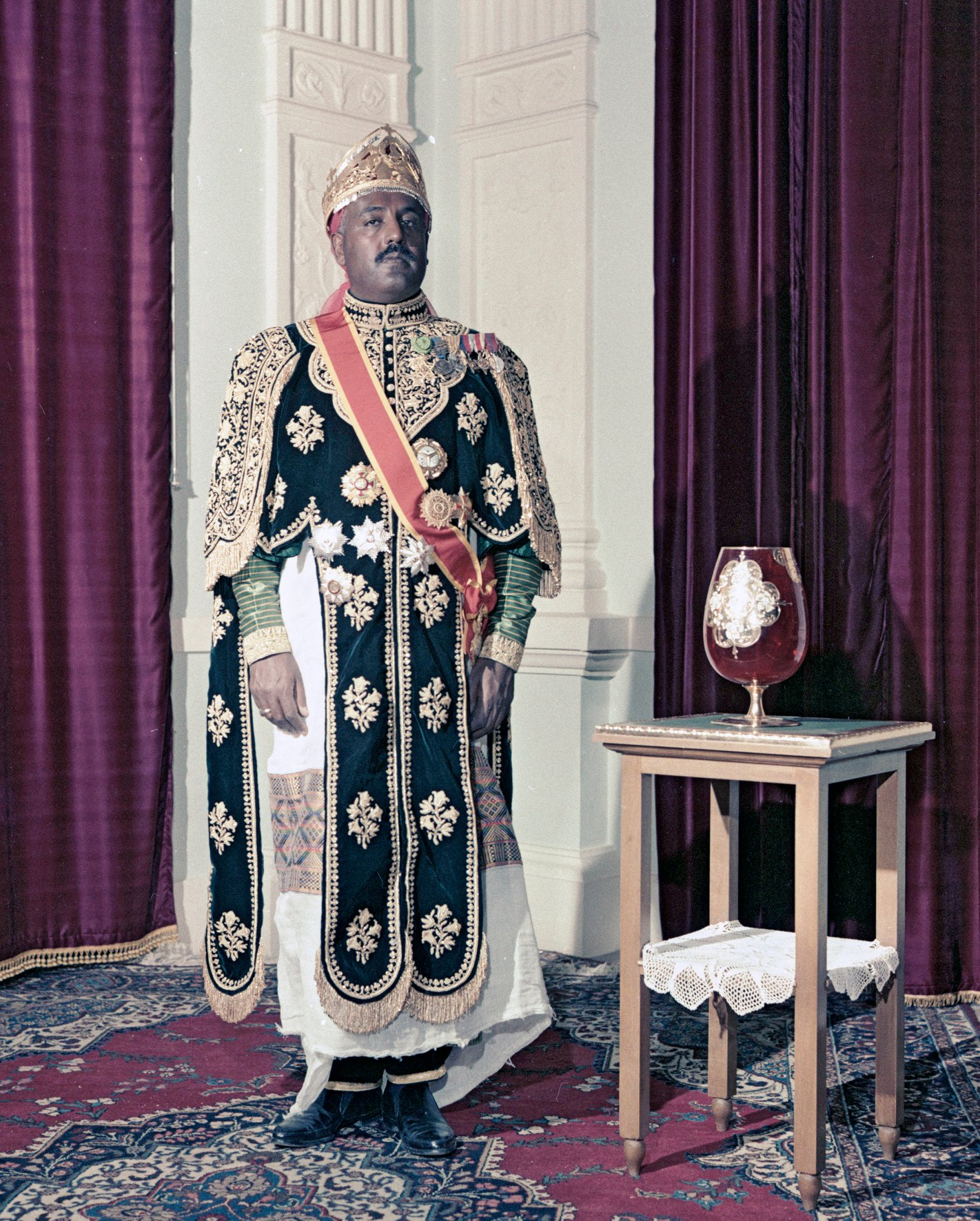
Принц Асрат Каса (1971-1974).